# Copidosoma myartsevae
Copidosoma myartsevae är en stekelart som beskrevs av Sharkov 1988. Copidosoma myartsevae ingår i släktet Copidosoma och familjen sköldlussteklar. Inga underarter finns listade i Catalogue of Life.